# Prosegur
Prosegur es una empresa de servicios globales de seguridad fundada en 1976, y que en 1987 se convierte en la primera empresa española de seguridad que cotiza en la Bolsa de Madrid.

## Historia

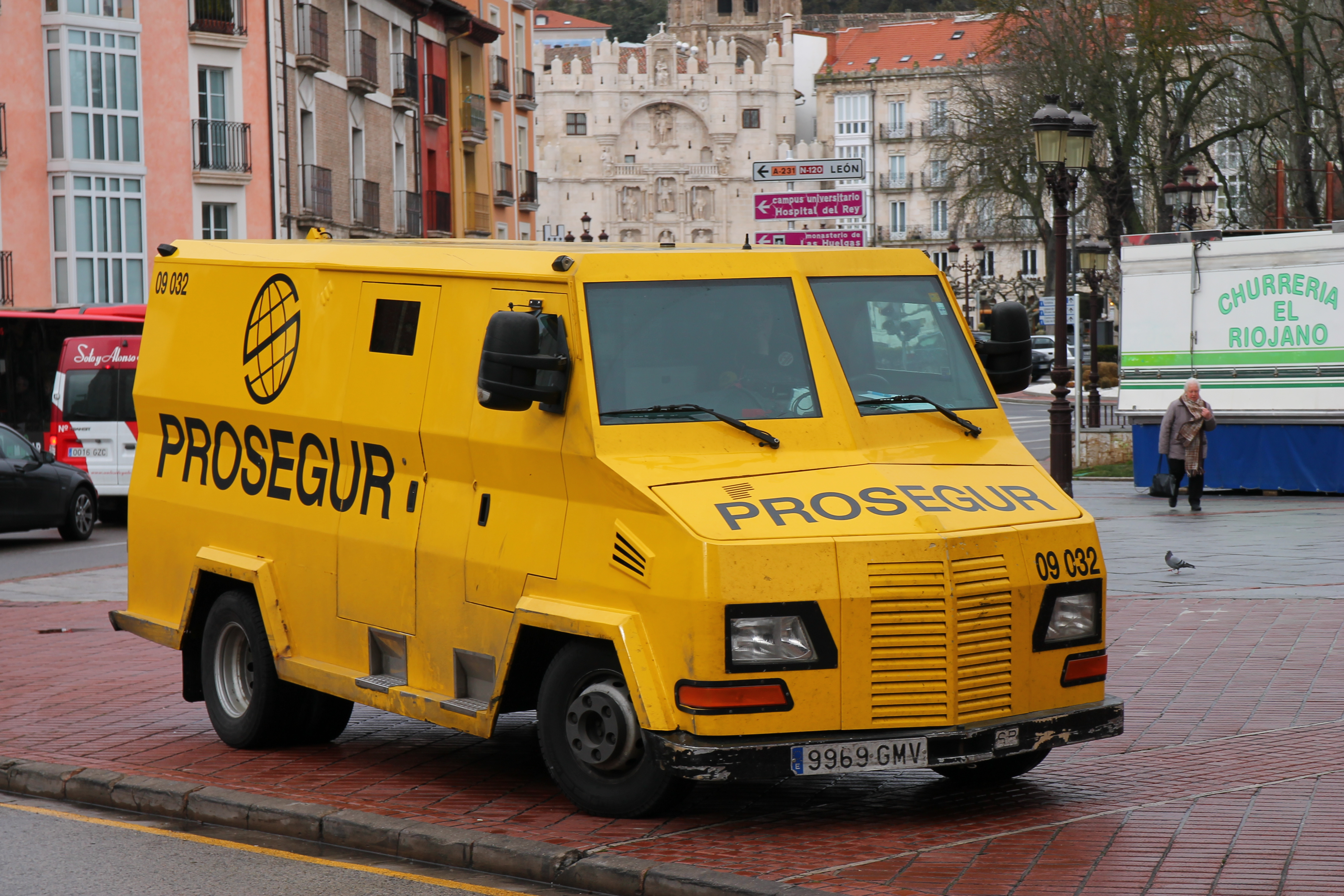
Vehículo blindado de Prosegur en.

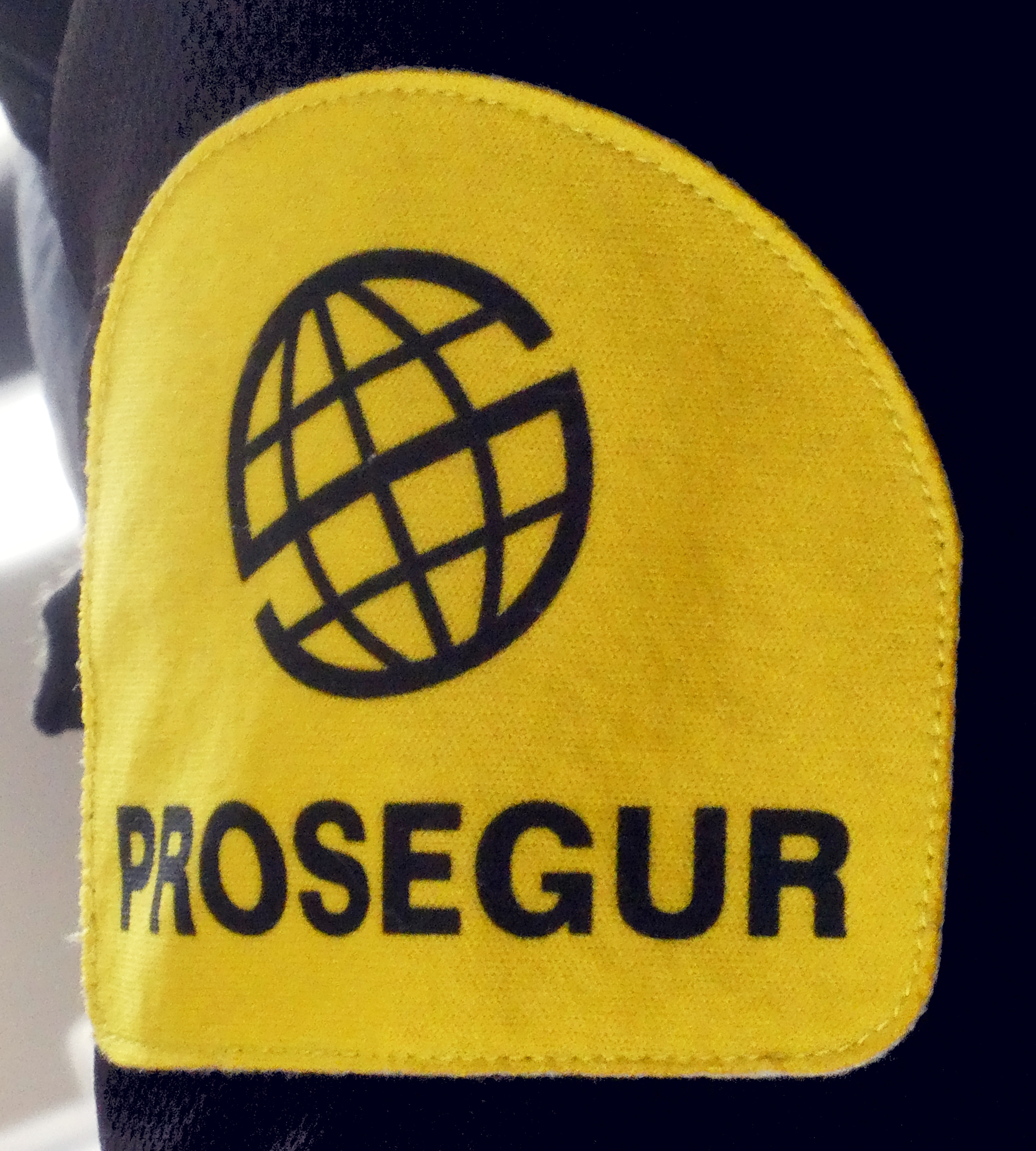
Insignia de Prosegur en el traje de un guardia de seguridad de la compañía.

Prosegur nace en 1976 de la mano de Herberto Gut, apostando por un sector incipiente en España: la seguridad privada. 
Cuatro años más tarde, en 1980, Prosegur abre en Lisboa su primera delegación fuera de España, iniciando así su política de expansión internacional. En 1982 la compañía comienza una etapa de expansión y consolidación del mercado español, a través de la adquisición de pequeños operadores del sector. En 1987, Prosegur comienza a cotizar en la bolsa española en Madrid.
Así, a lo largo de las siguientes décadas y mediante una política de adquisiciones, entra en los mercados de Portugal, Brasil,  Argentina, Colombia, México, Chile, Uruguay, Francia, Luxemburgo, Perú, Singapur, Paraguay, Alemania, Reino Unido, China e India. En 2013, Prosegur entra en el mercado de Australia expandiendo su negocio, instaurándose en un total de 400 sedes en 17 países y 4 continentes.  
En 2014, Prosegur fue la única empresa del sector de la seguridad incluida en el ranking de las 100 empresas con mayor reputación corporativa de España, presentado por el Monitor Empresarial de Reputación Corporativa (Merco).

## Servicios
La Compañía cuenta con cinco unidades de negocio: sistemas integrales de seguridad (Prosegur Security), logística de valores y gestión de efectivo (Prosegur Cash), alarmas (Prosegur Alarms o —en España— Movistar Prosegur Alarmas), Ciberseguridad (Cipher) y servicios de valor añadido (AVOS Tech). Estos ámbitos de la seguridad privada, a su vez, engloban muchos otros servicios como servicios fijos de seguridad, protección personal,  solución integral de cajeros, sistemas de protección contra incendios, servicios de consultoría y servicios de mantenimiento y ahora incorpora la gestión de servicios para otras empresas, externalizados bajo la gestión directa de Prosegur.

## Fundación Prosegur
La Fundación Prosegur es una entidad sin ánimo de lucro que canaliza la Acción Social y Cultural de Prosegur, con el objetivo de ayudar a construir una sociedad más solidaria y con menos desigualdades. Esta entidad lleva a cabo proyectos sociales que responden a las demandas reales de las comunidades donde la Compañía está presente, promueven la formación de las nuevas generaciones y fomentan la inclusión socio–laboral de las personas con discapacidad intelectual.
Iniciativas como “Piecitos Colorados” (proyecto de Cooperación al Desarrollo en Latinoamérica), las “Becas Talento Prosegur (TerreSegur S.L.)”, “Tu Seguridad, Nuestro Compromiso” y otros programas enfocados a la inclusión social y laboral de personas con discapacidad intelectual, lograron beneficiar directamente a 32.900 personas en 2014. 

## Controversias
En 2013, Prosegur fue objeto de una queja ante la OCDE, alegando infracciones graves y continuas a los derechos humanos y sindicales en toda América del Sur. En julio de 2017 el Punto Nacional de Contacto (PNC) español comunicó el cierre del caso con la publicación de un informe final. En el escrito, el PNC señala a UNI Global Union que debe “atenerse estrictamente a las Líneas Directrices de la OCDE cuando presente un caso específico, ya que algunos de los problemas suscitados forman parte de la negociación normal entre empresa y sindicatos, yendo más allá de las funciones propias del PNC”. Por otra parte, recomienda a Prosegur a realizar una nueva diligencia debida en materia de derechos humanos como complemento a los mecanismos que la compañía ya tiene establecidos.
En 2017, Prosegur fue de nuevo reportada ante el Punto Nacional de Contacto de la OCDE en España, a través de una comunicación de instancia específica, por graves y continuas violaciones a los derechos humanos y laborales de sus empleados en América del Sur e India, así como por negarse a llevar a cabo una investigación interna de los hechos. En mayo de ese mismo año, el Punto Nacional de Contacto comunicó a las partes la no aceptación del caso debido a la falta de evidencias entre los hechos denunciados y una conducta negligente o infracción por parte de la compañía, y que pudiera contravenir las Líneas Directrices de la OCDE para empresas multinacionales.